# کایرا (فیلم)
کایرا (فرانسوی: Les Kaïra‎؛ ‏تلفظ می‌شود [le kajʁa]) یک فیلم کمدی سکسی فرانسوی به کارگردانی فرانک گاستامبید است که در سال ۲۰۱۲ منتشر شد. این فیلم بر پایه یک مجموعهٔ اینترنتی به نام «خرید کایرا» ساخته شد و پرفروش‌ترین فیلم فرانسوی سال ۲۰۱۲ بود.

## گزیدهٔ بازیگران
- مدی سدون
- فرانک گاستامبید
- رمزی بدیا
- آلیس بلایدی
- پام کلمنتیف
- فرانسیس دامینز
- الکس لوتس
- آرمل
- الی سیمون
- اریک کانتونا در نقش مربی فوتبال
- کاتسونی در نقش خودش
- روکو سیفردی در نقش خودش